# (16219) Venturelli
(16219) Venturelli est un astéroïde de la ceinture principale.

## Description
(16219) Venturelli est un astéroïde de la ceinture principale. Il fut découvert le 29 février 2000 à Socorro (Nouveau-Mexique) par le projet LINEAR. Il présente une orbite caractérisée par un demi-grand axe de 2,37 UA, une excentricité de 0,21 et une inclinaison de 0,4° par rapport à l'écliptique.

## Compléments